# 28 أغسطس
- السبت
- الأحد
- الاثنين
- الثلاثاء
- الأربعاء
- الخميس
- الجمعة

- 261 صفر 1447  هـ
- 272 صفر 1447  هـ
- 283 صفر 1447  هـ
- 294 صفر 1447  هـ
- 305 صفر 1447  هـ
- 316 صفر 1447  هـ
- 17 صفر 1447  هـ
- 28 صفر 1447  هـ
- 39 صفر 1447  هـ
- 410 صفر 1447  هـ
- 511 صفر 1447  هـ
- 612 صفر 1447  هـ
- 713 صفر 1447  هـ
- 814 صفر 1447  هـ
- 915 صفر 1447  هـ
- 1016 صفر 1447  هـ
- 1117 صفر 1447  هـ
- 1218 صفر 1447  هـ
- 1319 صفر 1447  هـ
- 1420 صفر 1447  هـ
- 1521 صفر 1447  هـ
- 1622 صفر 1447  هـ
- 1723 صفر 1447  هـ
- 1824 صفر 1447  هـ
- 1925 صفر 1447  هـ
- 2026 صفر 1447  هـ
- 2127 صفر 1447  هـ
- 2228 صفر 1447  هـ
- 2329 صفر 1447  هـ
- 241 ربيع الأول 1447  هـ
- 252 ربيع الأول 1447  هـ
- 263 ربيع الأول 1447  هـ
- 274 ربيع الأول 1447  هـ
- 285 ربيع الأول 1447  هـ
- 296 ربيع الأول 1447  هـ
- 307 ربيع الأول 1447  هـ
- 318 ربيع الأول 1447  هـ
- 19 ربيع الأول 1447  هـ
- 210 ربيع الأول 1447  هـ
- 311 ربيع الأول 1447  هـ
- 412 ربيع الأول 1447  هـ
- 513 ربيع الأول 1447  هـ

28 أغسطس أو 28 آب أو يوم 28 \ 8 (اليوم الثامن والعشرون من الشهر الثامن) هو اليوم الأربعون بعد المئتين (240) من السنوات البسيطة، أو اليوم الحادي والأربعون بعد المئتين (241) من السنوات الكبيسة وفقًا للتقويم الميلادي الغربي (الغريغوري). يبقى بعده 125 يوما لانتهاء السنة.

## أحداث
- 476 - قبائل الجرمان تحتل روما.
- 1516 - سيطرة العثمانيين بقيادة السلطان سليم الأول على حلب بعد أيام من انتصارهم على المماليك في معركة مرج دابق.
- 1916 - ألمانيا تعلن الحرب على رومانيا وذلك أثناء الحرب العالمية الأولى.
- 1943 - إضراب عام في الدنمارك ضد الاحتلال النازي.
- 1963 - مارتن لوثر كينغ يلقي خطابه الشهير لدي حلم في ولاية واشنطن.
- 1981 - المركز الوطني للتحكم بالأمراض والأوبئة يعلن عن ازدياد مرض فقدان المناعة لدى المثليين، وقد سمي بمرض الإيدز لاحقًا.
- 1984 - معمر القذافي يضع حجر الأساس لتشييد النهر الصناعي العظيم في ليبيا.
- 1987 - الولايات المتحدة تعلن إعادة سفيرها وليم إيغلتون إلى دمشق الذي سُحب في وقت سابق احتجاجاً على محاولة تفجير طائرة إسرائيلية في لندن اتهمت سوريا بالمسؤولية عنها.
- 1990 - العراق يعلن أن الكويت محافظة عراقية وسميت «بمحافظة كاظمة» وذلك بعد غزوه لها في 2 أغسطس.
- 1992 - إيران تبسط سيطرتها الكاملة على جزيرة أبو موسى بعد أن كانت تسيطر عليها جزئيًا منذ عام 1971.
- 1996 -
  - طلاق ولي عهد المملكة المتحدة الأمير تشارلز من زوجته ديانا سبينسر.
  - غادة شعاع تربح أول ميدالية ذهبية لسوريا في تاريخ الألعاب الأولمبية، وذلك خلال أولمبياد أتلانتا بالولايات المتحدة.
- 2002 - الحكم على المعارضين السوريين كمال اللبواني بالسجن 3 سنوات، وفواز تللو 5 سنوات، وحسن السعدون سنتين. اعتقل المعارضون الثلاثة خلال الحملة الأمنية على منتديات الحوار الوطني في الفترة المعروفة باسم "ربيع دمشق".
- 2004 - الملاكم السوري ناصر الشامي يحرز الميدالية البرونزية بالوزن الثقيل في دورة الألعاب الأولمبية الصيفية في أثينا باليونان.
- 2007 - البرلمان التركي ينتخب عبد الله غل رئيسًا وذلك بالجولة الثالثة من التصويت وبعد اعتراض قادة الجيش والعلمانيين.
- 2009 - هدم قصر تحوف التاريخي الذي بني في العهد العثماني في مدينة بانياس السورية وسط اعتراضات من المديرية العامة للآثار والمتاحف وشعبة آثار بانياس.
- 2014 -
  - اختتام الدورة الثانية من الألعاب الأولمبية الصيفية للشباب في نانجينغ بالصين.
  - رجب طيب أردوغان يخلف عبد الله غل في رئاسة الجمهورية التركية ويعين أحمد داوود أوغلو في منصب رئيس الوزراء.
  - إعلان تنظيم الدولة الإسلامية في العراق والشام إعدام حوالي 250 من جنود الجيش السوري بعد سقوط مطار الطبقة العسكري بأيدي التنظيم. نشر التنظيم أيضاً فيديو يصوّر إعدام الضابط اللبناني علي السيد الذي اختطف في معركة عرسال.
- 2018 - حُكُومة بورتوريكو تُعلن أنَّ عدد ضحايا إعصار ماريا الذي ضرب البلاد سنة 2017 هو 2,975 شخصًا عوض 64 كما أُعلن سابقًا، وذلك بعد سنة من الانتقادات التي وُجهت لِعملها فيما يخص إغاثة المنكوبين.
- 2024 -افتتاح الألعاب البارالمبية الصيفية في باريس.

## مواليد
- 1728 - جون ستارك، جندي أمريكي في حرب الاستقلال.
- 1749 - يوهان فولفغانغ فون غوته، فيلسوف ألماني.
- 1878 - جورج ويبل، طبيب أمريكي حاصل على جائزة نوبل في الطب عام 1934.
- 1892 - هنري ترنر، طبيب أمريكي.
- 1910 - تجالينغ كوبمانز، اقتصادي هولندي حاصل على جائزة نوبل في العلوم الاقتصادية عام 1975.
- 1911 - حسين مؤنس، كاتب ومؤرخ مصري.
- 1919 - غودفري هاونسفيلد، مهندس كهربائي إنجليزي حاصل على جائزة نوبل في الطب عام 1979.
- 1921 - إغناطيوس الرابع هزيم، رجل دين مسيحي سوري، وبطريرك أنطاكية وسائر المشرق للروم الأرثوذكس.
- 1943 - جهاد الأطرش، ممثل لبناني.
- 1948 - عبد الفتاح عايش عمرو، قاضي شرعي وشاعر أردني.
- 1953 - جميل أبو صبيح، شاعر وصحفي أردني.
- 1957 - مانويل بريسيادو، لاعب ومدرب كرة قدم إسباني.
- 1963 - جينيفر كوليدج، ممثلة أمريكية.
- 1965 - شنايا توين، مغنية كندية.
- 1968 - بيلي بويد، ممثل اسكتلندي.
- 1969 - جاك بلاك، ممثل أمريكي.
- 1973 - كيربي مورو، ممثل كندي.
- 1978 - سعدون الشمري، لاعب كرة قدم كويتي.
- 1979 - ماركوس برول، لاعب كرة قدم ألماني
- 1981 - دانييل غيغاس، لاعب كرة قدم سويسري.
- 1982 -
  - فرانكا، لاعب كرة قدم برازيلي.
  - تياغو موتا، لاعب كرة قدم برازيلي / إيطالي.
  - إرنست سكوت، لاعب كرة سلة أمريكي.
- 1983 - شهد الياسين، ممثلة عراقية تعيش في الكويت.
- 1985 - إيمان العاصي، ممثلة مصرية.
- 1986 - جلعاد شاليط، جندي إسرائيلي اختطف في قطاع غزة بعام 2006.
- 1990 - بويان كركيتش، لاعب كرة قدم إسباني.

## وفيات
- 430 - أوغسطينوس، أسقف شمال أفريقيا.
- 1938 - خضر القزويني، شاعر وخطيب ديني عراقي.
- 1943 - بوريس الثالث، قيصر بلغاريا.
- 1951 - عبد الحميد الجابري، فقيه مسلم وشاعر وكاتب سوري.
- 1981 - بيلا غوتمان، لاعب كرة قدم هنغاري.
- 1984 - محمد نجيب، رئيس جمهورية مصر العربية.
- 1995 - نبيل الدسوقي، ممثل مصري.
- 1996 - حنا جاسر، شاعر فلسطيني.
- 2006 - ملفن شفارتز، عالم فيزياء أمريكي حاصل على جائزة نوبل في الفيزياء عام 1988.
- 2007 - أنتونيو بويرتا، لاعب كرة قدم إسباني.

## وصلات خارجية
- وكالة الأنباء القطريَّة: حدث في مثل هذا اليوم.
- النيويورك تايمز: حدث في مثل هذا اليوم.
- BBC: حدث في مثل هذا اليوم.